# Герлинген (Француска)
Герлинген (фр. Gœrlingen) насеље је и општина у источној Француској у региону Алзас, у департману Доња Рајна која припада префектури Саверн.
По подацима из 2011. године у општини је живело 252 становника, а густина насељености је износила 66,84 становника/km². Општина се простире на површини од 3,77 km². Налази се на средњој надморској висини од 260 метара (максималној 332 m, а минималној 252 m).

## Демографија
| 1962. | 1968. | 1975. | 1982. | 1990. | 1999. | 2011. |
| ----- | ----- | ----- | ----- | ----- | ----- | ----- |
| 156   | 162   | 152   | 145   | 154   | 206   | 252   |

График промене броја становника у току последњих година